# 뉴스 중계탑
《뉴스 중계탑》은 KBS 1라디오(전국, 수도권 기준 FM 97.3MHz, AM 711kHz)에서 방송되는 라디오 뉴스 프로그램이다. 평일 오후 2시부터 오후 2시 20분까지 방송되며, 이 시각 들어온 뉴스와 기자들의 취재현장을 전하고 있다.

## 진행자
- 앵커 : 김혜송 기자 (남)
- 서브 : 김성은, 정용실, 성세정, 유지철, 한상권 아나운서

## 역대 진행자
- 마권수 앵커
- 이광호 앵커
- 김혜례 앵커
- 김청원 앵커
- 한상덕 기자
- 김철민(20기) 해설위원실장
- 박상용 기자
- 조재익 기자
- 박찬형 기자
- 김혜송 기자 (현재)

## 동시 시간대 뉴스 프로그램
- SBS 낮 종합뉴스 (SBS 러브FM)